# Alexandre Vincent Jandel
Alexandre Vincent Jandel (Gerbéviller, 10 de julio de 1810-Roma, 11 de diciembre de 1872) fue un sacerdote católico francés, religioso dominico, maestro general de la Orden de Predicadores.

## Biografía
Alexandre Vincent Jandel nació en la localidad de Gerbéviller, en la Lorena de Francia, el 10 de julio de 1810. Luego de un curso universitario en la Universidad de Nancy, ingresó al seminario diocesano. Fue ordenado sacerdote el 20 de septiembre de 1834. Trasladado a Pont-à-Mousson se desempeñó como profesor de Sagradas Escrituras y luego fue rector del seminario. Durante este periodo conoció personajes importantes de la Iglesia en Francia, entre otros, el filósofo y teólogo Louis Eugène Marie Bautain, el periodista y escritor Philippe Gerbet, el jesuita Marie-Alphonse Ratisbonne y el dominico Enrique Lacordaire. Gracias al encuentro con este último, Jandel decidió ingresar a la Orden de Predicadores.
Obtenida la dispensa del papa Gregorio XVI, Jandel tomó el hábito de la Orden el 15 de mayo de 1841 y junto a Lacordaire, se dedicó al restablecimiento de la Orden en Francia, ya que esta había sido suprimida en tiempos de la Revolución francesa. Durante su estancia en Francia logró la conversión de algunos masones con sus predicaciones y dirigió espiritualmente a muchas personas. El papa Pío IX le llamó a Roma y le nombró vicario ad beneplacitum en 1850. Durante su estancia en Roma se cuenta entre sus dirigidos espirituales al cardenal Henry Edward Manning. El 7 de junio de 1862 fue elegido maestro general de la Orden, cargo que desempeñó hasta su muerte. Durante su gobierno, visitó en dos ocasiones las comunidades de Europa, editó los nuevos libros litúrgicos y legislativos de la Orden, se hizo cargo de las ramas laicales y cofradías y colaboró con la fundación y agregación de nuevos institutos religiosos. Entres otros, las Hermanas de Santo Domingo de Cracovia fundadas por Róża Kolumba Białecka, en 1861, y agregadas por él a la Orden en 1885.